# 大沙灣
大沙灣是臺灣基隆市中正區的地名，位於基隆港東岸，約位於現在安瀾橋一帶。此地在日治時代開闢海水浴場，因清法戰爭時法軍曾在此登陸，以法方主將孤拔（Amédée Coubet）命名為「孤拔濱」（クールベー濱），戰後因基隆港擴建而填平。

## 歷史
台灣清治末期，大沙灣地區為一街庄，稱為「大沙灣庄」，隸屬於基隆堡。該庄西北臨基隆港海域，北與社藔庄為鄰，東與深澳坑庄為鄰，南邊為田藔港庄，西南邊為基隆街。
1901年（日治明治三十四年）11月，該庄隸屬於基隆廳，編入第一區。1905年（明治三十八年）7月，第一區、第二區合併為「基隆區」。1920年（大正九年），該庄改制並雅化為「大沙灣」大字，隸屬於臺北州基隆郡基隆街。1924年10月，基隆街升格為州轄基隆市。
戰後基隆市改制為省轄市，大沙灣地區編入第一區，大字改制為里。1946年，第一區改稱中正區，本地區仍屬之。因人口增加，本地區已細分為多個里。

## 交通
省道台62甲線又稱「基隆港東岸聯外道路」，是經過大沙灣地區南部的一條快速公路，在境內雖未設交流道，但其西側端點位於離境不遠處的省道台2線交會口，可由此快速前往瑞芳的四腳亭地區以銜接台62線本線。
省道台2線即北部濱海公路，經過大沙灣地區西北部沿海地帶，往西南可至基隆市中心、金山、石門、淡水等地，往東北轉東可至瑞芳、貢寮、頭城、蘇澳等地。

## 學校
- 國立臺灣海洋大學附屬基隆海事高級中等學校
- 二信高中
- 正濱國中
- 正濱國小

## 景點

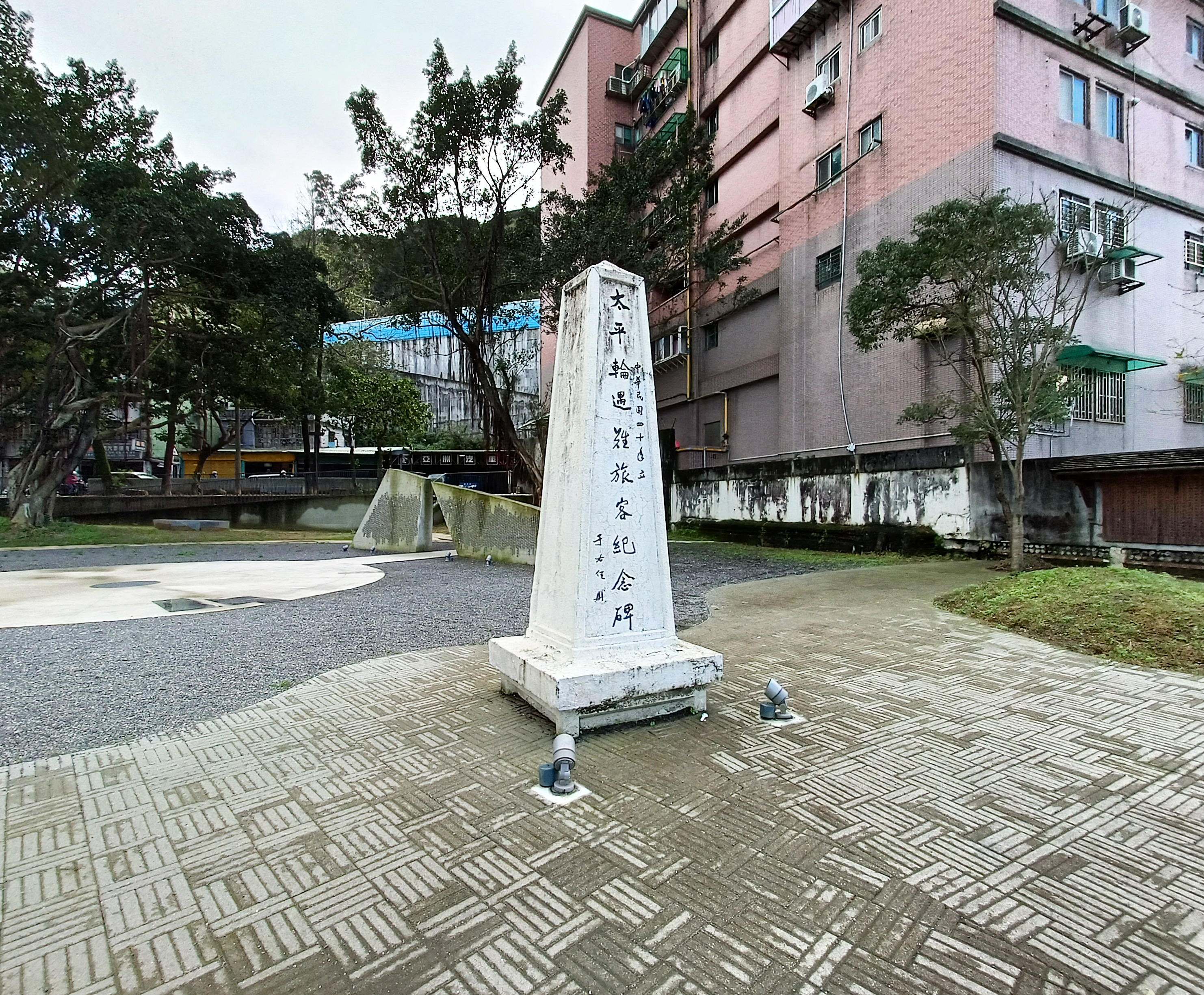
太平輪遇難旅客紀念碑

以下景點均位於「沙灣歷史文化園區」內。
- 大沙灣石圍遺構
- 基隆要塞司令官邸
- 基隆要塞司令部校官眷舍
- 太平輪遇難旅客紀念碑

另現已向公眾開放的基隆要塞司令部鄰近該園區。